# Сежурне, Стефан
Стефан Сежурне (фр. Stéphane Séjourné; род. 26 марта 1985, Версаль) — французский политик, лидер партии «Возрождение» (2022–2024). Министр Европы и иностранных дел (2024).

## Биография

### Ранние годы
Родился 26 марта 1985 года в Версале, детство и юность провёл в Испании и в Аргентине, где в 2001 году впервые стал политическим активистом в разгар тяжёлого экономического кризиса. По возвращении во Францию поступил в Университет Пуатье, в 2006 году студентом участвовал в движении против закона о первом найме. Состоял в Национальном союзе студентов Франции и в Движении молодых социалистов, являлся сторонником Доминика Стросс-Кана, а после его ухода из политики вследствие нью-йоркского скандала стал советником социалистического председателя регионального совета Иль-де-Франса Жан-Поля Юшона.

### Политическая карьера
В 2014 году начал политическое сотрудничество с министром экономики Эмманюэлем Макроном, в 2015 году активно участвовал в организации движения «Молодёжь с Макроном», в 2017 году работал в президентской кампании Макрона, а после его победы вошёл в число политических советников главы государства. В 2019 году руководил кампанией по выборам в Европейский парламент и по их итогам стал евродепутатом.
19 октября 2021 года избран председателем фракции Европарламента «Обновляя Европу», которая являлась третьей по численности после консервативной ЕНП и социал-демократической ПАСД, при этом все названные фракции входили в правящую коалицию действующего председателя Еврокомиссии Урсулы фон дер Ляйен.
17 сентября 2022 года партия «Вперёд, Республика!» была реорганизована в партию «Возрождение», а Сежурне был избран её генеральным секретарём.
11 января 2024 года получил портфель министра Европы и иностранных дел в правительстве Атталя.
21 сентября 2024 года было сформировано правительство Барнье, в котором Сежурне не получил никакого назначения.

## Личная жизнь
Сежурне являлся партнёром Габриэля Атталя (премьер-министр Франции в 2024 году), с которым был связан гражданским договором солидарности с 2017 по 2022 год.